# Autostrada A43 (Niemcy)
Autostrada A43 (niem. Bundesautobahn 43 (BAB 43) także Autobahn 43 (A43)) – autostrada w Niemczech przebiegająca przez Zagłębie Ruhry oraz Münsterland z północy na południe od Münster do skrzyżowania z autostradą A1 na północ od Wuppertalu.